# Li Xiaomeng
Li „VKLiooon“ Xiaomeng (* 12. Mai 1996, chinesisch: 李晓萌) ist eine professionelle chinesische E-Sportlerin im Spiel Hearthstone: Heroes of Warcraft. Sie gewann 2019 als erste Frau die „GrandFinals“ und ist somit ehemalige Weltmeisterin. Sie blieb im ganzen Turnier ungeschlagen. Li ist aktuell nach der Kanadierin Sasha Hostyn Platz 2 der Frauen auf der Liste der erfolgreichsten E-Sportler nach Preisgeld, im Oktober 2021 lag sie auf Platz 745 im Gesamtranking.
Li setzt sich für mehr Frauen im E-Sport ein. Nach ihrem Weltmeisterschaftssieg erzählte Li, wie sie eines Tages in einer Schlange zur Anmeldung eines Hearthstone-Turniers gestanden habe und ein männlicher Spieler extra zu ihr kam, um ihr zu sagen, dass sie nicht antreten solle, da sie eine Frau sei. Sie riet allen Frauen, ihr Geschlecht zu vergessen und es einfach zu versuchen.